# 진양서류
진양서류는 진양서아강에 속하는 양서류의 총칭으로 현존하는 모든 양서류가 여기에 속한다.
현존하는 모든 양서류는 다음 3개 목(개구리목(개구리와 두꺼비, 도롱뇽목(도롱뇽 및 영원), 무족영원목) 중의 하나이다.